# Фимбулисен
Шелфовият ледник Фимбулисен (на норвежки: Fimbulisen, буквално ‹гигантски лед›; на английски: Fimbul Ice Shelf) заема част от крайбрежието на Източна Антарктида, край Брега принцеса Марта на Земя кралица Мод, в акваторията на море Крал Хокон VІІ на северозапад и акваторията на море Лазарев на североизток, части от Атлантическия сектор на Южния океан. Простира се между 3° з.д., където граничи с шелфовия ледник Йелбартисен и 3° и.д. в района на ледения купол Циолковски. Площ 41 060 km² (6-и по големина шелфов ледник в Антарктида). На северозапад навътре в него се вдава заливът Мускегбукта, а на север периодично се появява и изчезва шелфовият ледник Белингсхаузен (в отделни години достига над 100 km дължина и до 50 km ширина). Южно от Фимбулисен на брега на континента от запад на изток се редуват планината Вите (454 m), платото Алманрюген (1079 m) и западната част на планината Мюлиг-Хофман, от които в шелфовия ледник се „влива“ големия континентален ледник Ютулстраумен.
На 16 януари 1820 г. участниците в първата руска антарктическа експедиция, възглавявана от Фадей Белингсхаузен и Михаил Лазарев откриват участък от днешния шелфов ледник Белингсхаузен, като по този начин поставят началото на откриването на континента Антарктида. Самият шелфов ледник Фимбулисен е открит през 1939 г. от 3-та германска антарктическа експедиция възглавявана от Алфред Ричер. Впоследствие ледникът е дооткрит, изследван и топографски заснет от смесената норвежко-британско-шведска експедиция през 1949 – 52 г. и норвежка антарктическа експедиция през 1958 – 59 г.